# Старое (Окуловский район)
Старое — деревня в Окуловском муниципальном районе Новгородской области, относится к Кулотинскому городскому поселению.

## География
Деревня Старое расположена на реке Старка в 2 км к северу от посёлка Кулотино. Расстояние до города Окуловка — 8 км на юго-запад.

## Население
| 2010 |
| ---- |
| 19   |

## История
В XV—XVII веках деревня Старково относилась к Полищском погосту Деревской пятины Новгородской земли.
В 1460—1470-х, на закате Новгородской республики, деревней владел знатный новгородский боярин Василий Никифоров; в 1480-х — его тесть, знатный московский боярин Василий Захарьевич Ляцкий; а в 1495 — Иван Васильевич Ляцкий.
Отмечена на карте Крестецкого уезда 1788 года (лист 66).
В 1776—1792, 1802—1918 деревня Старково находилась в Крестецком уезде Новгородской губернии. С начала XIX века — в образованной Заозерской волости Крестецкого уезда с центром в деревне Заозерье.
В 1908 в деревне Старое было 66 дворов и 92 дома с населением 217 человек. Имелась часовня.

## Транспорт
Ближайшая ж/д станция расположена в посёлке Кулотино.